# Producciones Mandarina
Producciones Mandarina es una productora de televisión española, filial de Mediaset España, creada en 2006 por Santiago Botello -director general-, Pedro Revaldería y Mediaset España. Mandarina ha producido varios programas de éxito como Salsa Rosa, Sábado Dolce Vita, Está pasando, Enemigos íntimos, Vuélveme loca, Materia reservada, Las mañanas de Cuatro o ¡Qué tiempo tan feliz!. Todas sus producciones van dirigidas hacia el grupo audiovisual Mediaset España.

## Historia
En 2005, se conceden dos licencias de televisión en abierto y el panorama audiovisual cambia radicalmente con la implantación de la TDT.
A principios de 2006 varios profesionales del mundo comunicativo, se unen para crear una nueva empresa audiovisual y nace Producciones Mandarina S.L. La productora es un equipo formado por productores, realizadores, guionistas y periodistas procedentes de varios sectores de la industria empresarial. 
Telecinco produjo uno de los primeros formatos de la productora: El Buscador de Historias, dirigido por Eduardo Blanco.
El 8 de junio de 2011, la productora Mandarina -participada por Mediaset España- incorporó a Ángel Ayllón como director de Programas de Humor y Entretenimiento. Así, Mediaset España ficha a un histórico de Globomedia para sus proyectos de humor en Cuatro. Ángel Ayllón ha produjo la última temporada de El Club de la Comedia y en Telecinco estuvo ligado entre los 1998 y 2002 en programas como: ¡Qué me dices!, UHF, Caiga quien caiga, Esta noche cruzamos el Mississippi y El Informal, entre otros.

## Producción
Tras probar suerte con El Buscador de Historias, -primera gran apuesta de Producciones Mandarina- crea nuevos proyectos y a lo largo de 2006, Salsa Rosa (producido por Boomerang TV) pasa a las manos de Mandarina. Una año después, el programa se cancela por los bajos datos de audiencia y se reemplaza por La Noria. A mediados de 2007 nace Está pasando, un programa diario y en directo para las tardes de Telecinco centrado en la actualidad y la crónica social, presentado por Emilio Pineda y Lucía Riaño y dirigido por Eduardo Blanco -dos años después pasaron a las manos de Daniel Domenjó y Marisa Martín Blázquez- y poco después el programa fue retirado. En 2008 apuestan por ¿Xq no te callas? (la famosa frase pronunciada por el rey Juan Carlos I) un programa de humor y actualidad en clave presentado por Eugeni Alemany y Carolina Cerezuela -un mes después, el programa se canceló-. A finales del año 2009, nace Vuélveme Loca y Mientras duermes, el primero un programa en directo para las tardes de los fines de semana de Telecinco que repasa la actualidad de los famosos y el segundo, un programa de reportajes que conecta con el mundo de la noche. En el año 2010, Producciones Mandarina apuesta por tres nuevos formatos para la parrilla de Telecinco. En febrero nace Al ataque chow un programa de humor dirigido por Paz Padilla en competencia con El club del chiste de Antena 3. ¡Qué tiempo tan feliz!, un programa de tarde dirigido especialmente a los famosos con entrevistas y debates en directo, presentado por María Teresa Campos y Enemigos íntimos un programa de corazón y entrevistas.
Con la incorporación de Ángel Ayllón en el Departamento de Dirección de Programas de Humor y Entretenimiento de Mandarina, Mediaset España y la misma productora, prepararon desde principios del mes de mayo de 2011, un programa del tipo Sé lo que hicisteis (de humor) para las nuevas tardes de Cuatro en sustitución de Tonterías las justas. Dicho programa, bajo el título No le digas a mamá que trabajo en la tele, comenzó sus emisiones oficiales el 4 de julio de 2011 en Cuatro llevando a cabo un repaso humorístico a la actualidad y los momentos más curiosos e impactantes de la pequeña pantalla. También incluía parodias, doblajes y tiras cómicas sobre el mundo televisivo, entre otras secciones. Los presentadores del espacio fueron Goyo Jiménez, Dani Rovira y Lorena Castell. Finalmente, tras los bajos índices de audiencia cosechados, incluso probando en distintos horarios, el programa fue cancelado y emitió su última entrega el 11 de noviembre de 2011.
En 2018, después de un años Mandarina encontró estabilidad con Viajeros Cuatro, un espacio de reportajes que se convirtió en uno de los programas más longevos de la cadena, consolidando la apuesta de Cuatro por el entretenimiento cultural. A este éxito se sumaron nuevos formatos en los años siguientes, como En boca de todos y Código 10, ambos estrenados en 2022 y 2023 respectivamente. Mientras que el primero se centró en la actualidad desde un enfoque divulgativo, el segundo retomó el género de los sucesos, logrando buenos datos dentro de la media de la cadena.
En paralelo, Mandarina exploró el prime time de Telecinco con propuestas como Ana y De viernes! en 2023, aunque con una acogida desigual por parte de la audiencia. A pesar de estos altibajos, la productora ha logrado mantenerse activa, adaptándose a las demandas de las cadenas y explorando nuevos géneros. Entre estos destaca La verdad de…, estrenado en 2024, y un especial sobre Bárbara Rey que parece marcar el regreso de Mandarina al formato de reportajes biográficos en horario estelar.
Con estos proyectos, Producciones Mandarina ha consolidado una estrategia que combina programas de actualidad, entretenimiento y sucesos, ajustándose a las necesidades de Mediaset y asegurando su presencia tanto en Cuatro como en Telecinco.

### Programas
| Programa                                  | Canal     | Presentador/a                              | Inicio                   | Final                   | Estado     |
| ----------------------------------------- | --------- | ------------------------------------------ | ------------------------ | ----------------------- | ---------- |
| ¡Qué tiempo tan feliz!                    | Telecinco | María Teresa Campos                        | 26 de septiembre de 2009 | 1 de abril de 2017      | Finalizado |
| Al ataque chow                            | Telecinco | Paz Padilla                                | 28 de febrero de 2010    | 5 de septiembre de 2010 | Finalizado |
| No le digas a mamá que trabajo en la tele | Cuatro    | Goyo Jiménez, Dani Rovira y Lorena Castell | 4 de julio de 2011       | 11 de noviembre de 2011 | Finalizado |
| Viajeros Cuatro                           | Cuatro    |                                            | 4 de abril de 2018       | actualidad              | En emisión |
| En boca de todos                          | Cuatro    | Diego Losada / Nacho Abad                  | 28 de marzo de 2022      | actualidad              | En emisión |
| Código 10                                 | Cuatro    | Nacho Abad y David Aleman                  | 18 de abril de 2023      | actualidad              | En emisión |
| Ana                                       | Telecinco | Santi Acosta                               | 21 de abril de 2023      | 21 de abril de 2023     | Finalizado |
| ¡De viernes!                              | Telecinco | Santi Acosta y Bea Archidona               | 24 de noviembre de 2023  | actualidad              | En emisión |
| La verdad de…                             | Telecinco | Verónica Dulanto                           | 4 de septiembre de 2024  | 21 de octubre de 2024   | Finalizado |
| Bárbara Rey, mi verdad                    | Telecinco | Santi Acosta y Bea Archidona               | 9 de diciembre de 2024   | 23 de diciembre de 2024 | Finalizado |

### Series
| Serie                              | Inicio                   | Final                    | Género          | Canal              | Temporadas                 | Estado     |
| ---------------------------------- | ------------------------ | ------------------------ | --------------- | ------------------ | -------------------------- | ---------- |
| Piratas                            | 9 de mayo de 2011        | 27 de junio de 2011      | Drama de época  | Telecinco          | 1 temporada, 8 episodios   | Finalizada |
| Mi gitana                          | 5 de marzo de 2012       | 19 de marzo de 2012      | Biopic          | Telecinco          | 1 temporada, 3 episodios   | Finalizada |
| Aquí Paz y después Gloria          | 24 de marzo de 2015      | 10 de agosto de 2015     | Comedia         | Telecinco          | 1 temporada, 8 episodios   | Finalizada |
| BByC: Bodas, bautizos y comuniones | 11 de septiembre de 2018 | 11 de septiembre de 2018 | Comedia         | Telecinco          | 1 Episodio especial        | Finalizada |
| Señoras del (h)AMPA                | 19 de junio de 2019      | 21 de julio de 2021      | Comedia / Drama | Telecinco / Cuatro | 2 temporadas, 26 episodios | Finalizada |
| Fuera de serie                     | 16 de mayo de 2021       | 20 de junio de 2021      | Comedia         | FDF                | 1 temporada, 6 episodios   | Finalizada |
| Todo lo otro                       | 26 de octubre de 2021    | 26 de octubre de 2021    | Comedia / Drama | HBO Max            | 1 temporada, 8 episodios   | Finalizada |

### Documentales
Producciones Mandarina ha realizado amplios reportajes de actualidad y de investigación y se ha convertido en una seña de identidad que caracteriza a la productora. Gracias a la elaboración de sus contenidos y a su cuidada realización, los documentales de Mandarina han avalado el éxito cosechado entre la audiencia y la crítica.
- Asalto a Marbella
- Isabel Pantoja: Ambición Rota, La traición
- Natascha Kampusch: Caso abierto, dirigido por Eduardo Blanco
- Racismo: Amenaza en la calle
- Familia Janeiro: El ocaso de Ambiciones
- Marta del Castillo: Mil días sin Marta, Una sentencia dolorosa
- Rocío Jurado: La historia de la más grande jamás contada
- Miguel Ángel Blanco: El día que me mataron, dirigido por Eduardo Blanco, fue galardonado en la categoría de televisión de los premios de Periodismo Fundación Víctimas del Terrorismo 2006
- Los rostros del olvido: Especial 11M, dirigido por Eduardo Blanco
- Carmen Cervera: La noche de Tita
- Iñaki Urdangarin: El caso Urdangarin
- Isabel Pantoja: La noche de Mi Gitana